# 高砂麥酒
高砂麥酒株式會社，位於臺灣臺北市上埤頭（即今日臺北市八德路二段與建國北路交叉口一帶），創立於臺灣日治時期的大正八年（1919年），其大正九年（1920年）4月落成的啤酒廠是臺灣第一座、也是日治時期唯一的啤酒製造廠。第二次世界大戰後，高砂麥酒被臺灣省專賣局接收，廠房幾經更名，於1975年改為建國啤酒廠，由於仍保有日治時期的部分建築等原因而指定為古蹟。

## 沿革

### 啤酒專賣前

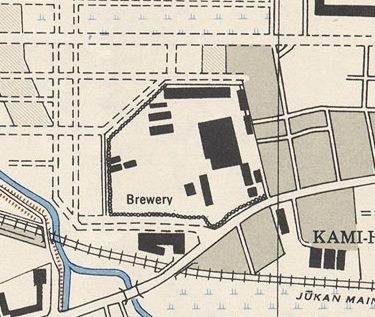
美軍地圖（1944、1945年左右）上的高砂麥酒株式會社廠房

高砂麥酒會社是由日本芳釀株式會社社長安部幸之助號召成立，於大正七年（1918年）11月30日截止募股，隔年1月13日於橫濱召開創立大會，同年4月在臺北設立工廠，大正九年（1920年）4月完工後開始生產，第一批產品則在該年6月初出貨:19、59。該公司創業時資本額為200萬日圓，社長是安部幸之助，常務董事為柏熊福太郎，董事有唐仁原景俊、李景盛、吉村鐵之助、田中丸善藏、後宮信太郎，監察人則由矢島榮助、齋藤豐次郎擔任:60。其工場佔地有14000多坪，機械設備自美國夏威夷進口。該公司成立的目的，除了供應臺灣市場的需求之外，也計畫向南洋發展，因而創社之初的規劃是總製造量為30000石，平時生產量約20000石，而平時生產量的12000石供應臺灣市場，剩餘的8000石便往南洋出口:60。然而由於臺灣12000石的啤酒市場已有日本惠比壽啤酒與麒麟啤酒進駐，此一計畫在初期便設置產能20000石的工場，想要同時佔有已有的市場與開拓新市場，導致損益平衡點上升，而該公司產品又因原料而帶有苦味，此外亦因產品單價偏低難以迅速獲利，使得該公司累積的營業額無法達到獲利的水平:61。有基於此，高砂麥酒改由後宮信太郎擔任專務，新股東赤司初太郎擔任總經理。
大正十年（1921年）8月31日，為救濟營運出現困難的高砂麥酒，臺灣銀行總裁中川小十郎、副總裁森廣藏、生產局局長高田元治郎與臺灣總督田健治郎曾聚會達成整頓高砂麥酒業務，促進與大日本麥酒株式會社的合併，但該年9月5日大日本麥酒社長馬越恭平向總督田健治郎表示合併有困難:62。後來9月14日雖提出過兩會社的合併條件，但合併計畫最後仍中止:63。此外赤司初太郎亦在11月6日與12月5日向總督田健治郎說明新竹製糖與高砂麥酒的臨時救濟事宜:63。
大正十一年（1922年）7月1日，臺灣實施酒類專賣，今後各酒類的製造與販售均由專賣局負責（酒精不在專賣範圍內），但啤酒在「酒類專賣令」裡規定「暫時除外」:63。除外的原因，田健治郎在日本帝國議會是以高砂麥酒仍在測試時期，啤酒並未作為酒造稅課徵對象為由而不納入專賣，專賣局文書則是以臺灣啤酒需求主要是進口日本製啤酒來滿足，高砂麥酒則是為了往南支南洋出口而成立，且成立時間尚短，基礎需要加強，收購高砂麥酒會使專賣制度實施經費增加為由，故不納入專賣:56。但李振華認為真正的理由是要保護日籍資本家利益:57，當時亦有類似的輿論，而岩村益典〈日治時期臺灣啤酒專賣之研究〉一文則認為啤酒除外是因為高砂麥酒的收購問題——總督府方面希望在1922年實施計畫以解決財政問題，因而需先讓法案在1921年12月通過帝國議會審議，如此就需要在10月底前須做出預算案與法案，且為了防止招致反彈，相關計畫必須保密，但同一時間高砂麥酒正計畫與大日本麥酒合併，難以確認收購經費，遂先將啤酒排除在專賣範圍之外:63、64。
大正十二年（1923年），高砂麥酒開始進口捷克的麥芽與啤酒花，調整風味，之後也試著使用德國的原料:98，此時日本的啤酒因經濟不景氣而一箱降價2圓，高砂麥酒則因品質改善反而一箱加50錢（1圓為100錢），拉近日本本土啤酒與高砂麥酒產品之間的售價差距，另外6月24日高砂麥酒曾舉辦普利摩啤酒試飲會，9月則因日本發生關東大地震使日本本土出口到臺灣的啤酒量減少，使得高砂麥酒的銷售量增加:101。隔年高砂麥酒開始生產黑啤酒，獲得好評，但該年12月第5期末決算結果總損失金為628674圓38錢:101。大正十四年（1925年）8月的啤酒試飲會上，高砂特淡啤酒曾被評為市場第一名:101。
昭和元年（1926年），日本本土對啤酒的酒造稅加稅，日本本土的廠商開始致力於促進對臺灣的銷售，而高砂麥酒則以生啤酒與其競爭，並以贈獎方式來促銷，而由於對高砂啤酒的需求增加，一度引發臺灣冷藏冰塊供不應求的現象:102。這段期間高砂麥酒會社銷售量日漸增加，但因為贈品活動的經費以及銷售量與製造產能難以平衡，負債並未減輕:102。隔年（1927年）安部幸之助去世，後宮信太郎接任社長。
昭和三年（1928年）4月，高砂麥酒打算減資重整，而於18日召開臨時股東會:110，減資100萬圓:124，同年8月總督府打算將啤酒納入專賣，引起業者反彈:102。隔年高砂麥酒表現尚佳，社長後宮信太郎曾在《臺灣日日新報》表示主要是因為品質改善與生啤酒銷售通路完備所致:102，當時除基隆、臺北、新竹、臺中、嘉義以外，高砂麥酒也在臺南、高雄與花蓮港增設啤酒屋，並改變以往以重建債券與綢布等作為贈品的方式，改送扇子與杯子等低價贈品:103。昭和五年（1930年），由於各家廠商對於惡性競爭已感到疲倦，遂共同成立了「麥酒販賣株式會社」，改採依分配比例銷售的模式。該公司原預定在2月11日營運，但因登記問題到了3月3日才開始負責銷售啤酒:121。

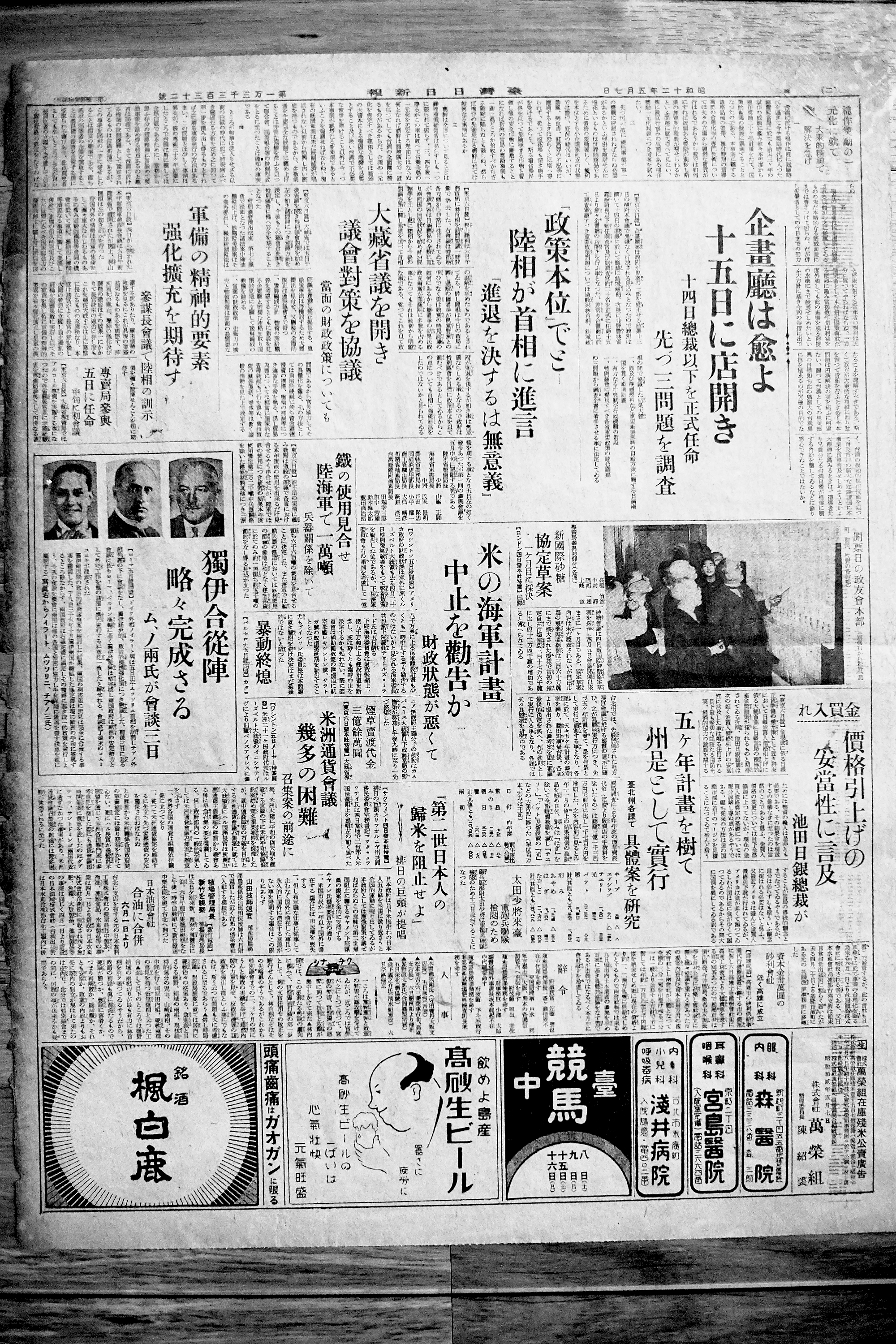
台灣日日新報昭和十二年五月七日第二版下方所刊登的高砂麥酒廣告

### 啤酒專賣後
臺灣總督府方面在昭和元年（1926年）已有開始將啤酒納入專賣制度的計畫，但當時因故未實施，岩村益典〈日治時期臺灣啤酒專賣之研究〉一文認為是因為當時啤酒市場前景不明，故與實施啤酒專賣相比提高清酒的生產技術與銷售量對專賣局較為有利:107。而後昭和三年（1928年）8月專賣局再次推行專賣計畫，但該年9月日本大藏省核定前消息走漏，引發業者抗議而停止實施，臺灣總督府總務長官河原田稼吉於該年11月8日表示啤酒專賣計畫無限期延期:108、119。
昭和八年（1933年）5月1日臺灣總督府以律令表示開始要將啤酒納入專賣，並於該年7月1日正式實施。但與其他酒類不同的是，專賣局採用「收購專賣」方式，讓高砂麥酒繼續生產啤酒，再統一由專賣局購買銷售。而之所以如此，是因為收購高砂麥酒的經費問題，當時在1932年時該公司尚有340萬圓的負債，若要收購便亦須處理此一負債:124。不過同年1月起，高砂麥酒的業務已開始好轉，隔年因營業狀況良好，股東可以分紅:140。
昭和十一年（1936年），因啤酒專賣銷售良好，專賣局開始有收購高砂麥酒後再改善設備或是直接增設專賣局的啤酒廠來實施完全專賣，並滿足臺灣增加的啤酒市場需求，但是由於隔年（1937年）七七事變的發生，臺灣經濟體制改變而擱置此議題:140-145。中日戰爭爆發後，製造啤酒的大麥是從日本本土與滿州進口，啤酒花從德國與波蘭進口，直到該年秋年改為進口日本與朝鮮所種植的啤酒花:152。
昭和十三年（1938年），專賣局酒課長樋口友吉離職改任高砂麥酒的常務董事，可顯示專賣局有意加強對該公司營業的管理:157。隔年，日本的大日本、麒麟、櫻花三家麥酒會社以每股60圓收購後宮信太郎、中辻喜次郎等股東手上的股份，獲得了過半的股份，使得高砂麥酒成為日本本土啤酒公司的子公司:157。隔年高砂麥酒再次改革，改由赤司初太郎擔任社長，並自麒麟麥酒招聘技師長，從大日本麥酒聘用遠山二郎擔任專職董事，而除了三大麥酒會社外，高砂麥酒的大股東還有臺灣銀行與麥酒販賣會社，同時高砂麥酒還增資了420萬圓:157。
昭和十五年（1940年），日本本土啤酒產能受到限制，出口到臺灣的量減少兩成，而臺灣本土只有高砂麥酒的臺北工場，只能以延長工時的方式提高產量，而同年擔任董事的樋口友吉取得了日本製啤酒在臺銷售的代理權:157。隔年起高砂麥酒進行擴張產能工程，開始負責對緬甸供應啤酒，之後在昭和十七年（1942年）決定在緬甸建廠並勘查現場，昭和十八年（1943年）成立緬甸分部，除生產啤酒外也生產清酒與醬油，稍後也開始產硝:162。
1945年日本戰敗，該公司為臺灣省專賣局接收改為臺北啤酒公司，廠房幾經更名後在1975年改為建國啤酒廠，近年改稱台北啤酒工場。

## 相關連結
- 台北建國啤酒廠 ~§SWEET TAIWAN§~旅遊網[永久]
- 財政部財政史料陳列室——高砂啤酒及臺灣啤酒史料[永久]